# Bibliotheek Solvay

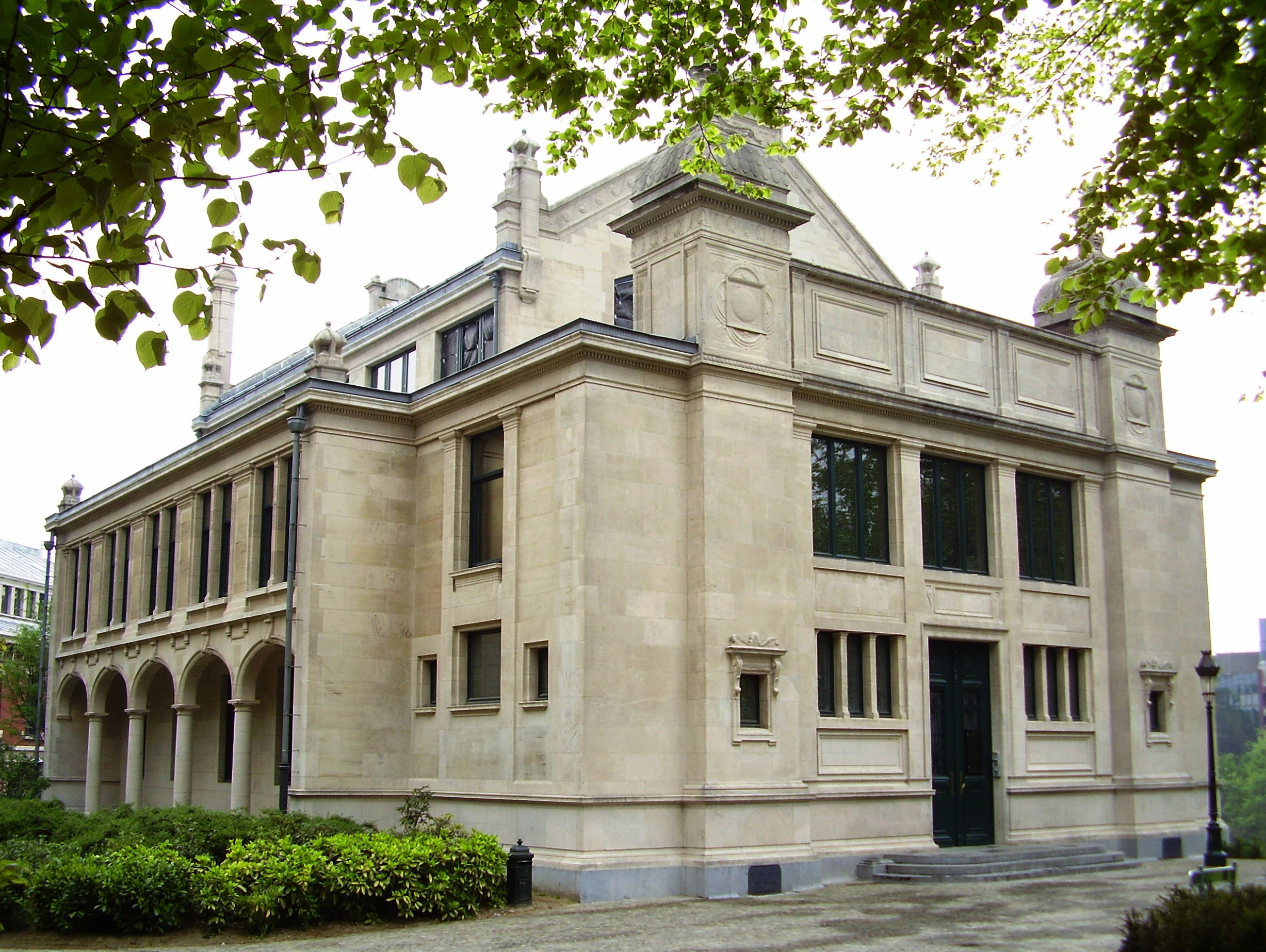
De Bibliotheek Solvay.

De Bibliotheek Solvay is een historisch gebouw gelegen in het Brusselse Leopoldspark, nabij de Belliardstraat. De bibliotheek werd gebouwd in 1902 naar de plannen van de architecten Constant Bosmans en Henri Vandeveld, de kosten werden gedragen door Ernest Solvay. Het idee kwam van Emile Waxweiler, die een centrale bibliotheek ontwierp met rondom verschillende studieruimten.

## Europese Top
De bibliotheek in eclectische stijl werd aanvankelijk gebruikt door het Sociologisch Instituut van de Vrije Universiteit Brussel. Vanaf 1967 tot 1981 bood ze onderdak aan de Universiteitsuitgeverij. Na jaren van leegstand begon men 1993 aan de restauratie terwijl het Brussels Hoofdstedelijk Gewest de eigenaar werd. Vanaf 1994 werd de - ondertussen geklasseerde - bibliotheek terug geopend en ter beschikking gesteld voor recepties, vergaderingen, persconferenties.
Op 11 februari 2010 organiseerde de eerste EU-president Herman Van Rompuy er een Europese informele top. Het was zijn eerste opdracht in die hoedanigheid, het voorzitten van de Europese Raad van de 27 staats- en regeringsleiders.